# Coupe du monde de cyclisme sur piste 2006-2007
Navigation
Coupe du monde 2005-2006 Coupe du monde 2007-2008
La Coupe du monde de cyclisme sur piste 2006–2007 est une compétition de cyclisme sur piste organisée par l'Union cycliste internationale. La saison a débuté le 17 novembre 2006 et s'est terminée le 25 février 2007.

## Classement par nations
| Rang | Pays/Équipe        | Syd | Mos | L.A | Man | Points |
| ---- | ------------------ | --- | --- | --- | --- | ------ |
| 1    | Pays-Bas           | 99  | 79  | 67  | 97  | 338    |
| 2    | Allemagne          | 75  | 132 | 59  | 46  | 312    |
| 3    | Grande-Bretagne    | 50  | 84  | 52  | 117 | 303    |
| 4    | Russie             | 90  | 70  | 51  | 66  | 277    |
| 5    | Australie          | 103 | 29  | 53  | 79  | 264    |
| 6    | France             | 54  | 53  | 91  | 66  | 264    |
| 7    | Scienceinsport.com | 38  | 12  | 33  | 60  | 148    |
| 8    | Chine              | 37  | 22  | 27  | 52  | 138    |
| 9    | Italie             | 42  | 43  | 42  | 2   | 129    |
| 10   | Ukraine            | 29  | 45  | 43  | 11  | 128    |

## Hommes

### Keirin

#### Résultats
| Date             | Lieu        | Vainqueur         | Deuxième    | Troisième        |
| ---------------- | ----------- | ----------------- | ----------- | ---------------- |
| 17 novembre 2006 | Sydney      | Theo Bos          | Ryan Bayley | René Wolff       |
| 15 décembre 2006 | Moscou      | Andriy Vynokourov | Teun Mulder | Mickaël Bourgain |
| 19 janvier 2007  | Los Angeles | Chris Hoy         | Ross Edgar  | Shane Perkins    |
| 23 février 2007  | Manchester  | Shane Perkins     | Qi Tang     | Hodei Mazquiaran |

#### Classement
| Pos. | Cycliste          | Syd | Mos | LA | Man | Points |
| 1.   | Shane Perkins     | -   | -   | 8  | 12  | 20     |
| 2.   | Andriy Vynokourov | -   | 12  | -  | 1   | 13     |
| 3.   | Theo Bos          | 12  | -   | -  | -   | 12     |
|      | Chris Hoy         | -   | -   | 12 | -   | 12     |
|      | Teun Mulder       | -   | 10  | -  | 2   | 12     |
| 6.   | Mark French       | 5   | 6   | -  | -   | 11     |
|      | Roberto Chiappa   | 7   | -   | 4  | -   | 11     |
| 8.   | Ryan Bayley       | 10  | -   | -  | -   | 10     |
|      | Ross Edgar        | -   | -   | 10 | -   | 10     |
|      | Qi Tang           | -   | -   | -  | 10  | 10     |

### Kilomètre

#### Résultats
| Date             | Lieu        | Vainqueur            | Deuxième          | Troisième       |
| ---------------- | ----------- | -------------------- | ----------------- | --------------- |
| 17 novembre 2006 | Sydney      | Chris Hoy            | Jason Queally     | Tim Veldt       |
| 15 décembre 2006 | Moscou      | Michael Seidenbecher | Kévin Sireau      | Yevgen Bolirukh |
| 19 janvier 2007  | Los Angeles | François Pervis      | Carsten Bergemann | Yusho Oikawa    |
| 23 février 2007  | Manchester  | Chris Hoy            | François Pervis   | Tim Veldt       |

#### Classement
| Pos. | Cycliste             | Syd | Mos | LA | Man | Points |
| 1.   | Chris Hoy            | 12  | -   | -  | 12  | 24     |
| 2.   | François Pervis      | -   | -   | 12 | 10  | 22     |
| 3.   | Tim Veldt            | 8   | -   | -  | 8   | 16     |
|      | Yevgen Bolirukh      | 2   | 8   | -  | 6   | 16     |
| 5.   | Carsten Bergemann    | 4   | -   | 10 | -   | 14     |
| 6.   | Michael Seidenbecher | -   | 12  | -  | -   | 12     |
|      | Marco Brossa         | -   | 6   | 6  | -   | 12     |
| 8.   | Kévin Sireau         | -   | 10  | -  | -   | 10     |
|      | Jason Queally        | 10  | -   | -  | -   | 10     |
| 10.  | Yusho Oikawa         | 1   | -   | 8  | -   | 9      |

### Vitesse individuelle

#### Résultats
| Date             | Lieu        | Vainqueur       | Deuxième        | Troisième        |
| ---------------- | ----------- | --------------- | --------------- | ---------------- |
| 18 novembre 2006 | Sydney      | Craig MacLean   | Ross Edgar      | Teun Mulder      |
| 16 décembre 2006 | Moscou      | Theo Bos        | Stefan Nimke    | Craig MacLean    |
| 20 janvier 2007  | Los Angeles | Grégory Baugé   | Roberto Chiappa | Ross Edgar       |
| 24 février 2007  | Manchester  | Arnaud Tournant | Chris Hoy       | Mickaël Bourgain |

#### Classement
| Pos. | Cycliste         | Syd | Mos | LA | Man | Points |
| 1.   | Craig MacLean    | 12  | 8   | -  | -   | 20     |
| 2.   | Ross Edgar       | 10  | -   | 8  | -   | 18     |
| 3.   | Mark French      | 7   | 6   | -  | 3   | 16     |
|      | Chris Hoy        | -   | -   | 6  | 10  | 16     |
| 5.   | Arnaud Tournant  | 2   | -   |    | 12  | 14     |
| 6.   | Mickaël Bourgain | -   | 5   | 4  | 8   | 13     |
| 7.   | Theo Bos         | -   | 12  | -  | -   | 12     |
|      | Grégory Baugé    | -   | -   | 12 | -   | 12     |
| 9.   | Stefan Nimke     | -   | 10  | -  | -   | 10     |
|      | Roberto Chiappa  | -   | -   | 10 | -   | 10     |

### Vitesse par équipes

#### Résultats
| Date             | Lieu        | Vainqueur                                              | Deuxième                                                       | Troisième                                                         |
| ---------------- | ----------- | ------------------------------------------------------ | -------------------------------------------------------------- | ----------------------------------------------------------------- |
| 19 novembre 2006 | Sydney      | Royaume-Uni Ross Edgar Chris Hoy Craig MacLean         | Pays-Bas Theo Bos Teun Mulder Tim Veldt                        | Science in Sport Matthew Crampton Jason Queally Jamie Staff       |
| 17 décembre 2006 | Moscou      | Royaume-Uni Matthew Crampton Jason Kenny Craig MacLean | Pays-Bas Theo Bos Teun Mulder Tim Veldt                        | France Grégory Baugé Mickaël Bourgain Kévin Sireau                |
| 21 janvier 2007  | Los Angeles | Royaume-Uni Matthew Crampton Chris Hoy Jamie Staff     | France Grégory Baugé François Pervis Kévin Sireau              | Science in Sport Ross Edgar Jason Queally Jason Kenny             |
| 25 février 2007  | Manchester  | Royaume-Uni Ross Edgar Chris Hoy Craig MacLean         | Allemagne Robert Förstemann Matthias John Michael Seidenbecher | Southaustralia.com-AIS Shane Perkins Scott Sunderland Ryan Bayley |

#### Classement
| Pos. | Équipe                 | Syd | Mos | LA | Man | Points |
| 1.   | Grande-Bretagne        | 12  | 12  | 12 | 12  | 48     |
| 2.   | Allemagne              | 6   | 7   | 7  | 10  | 30     |
| 3.   | France                 | 5   | 8   | 10 | -   | 23     |
| 4.   | Pays-Bas               | 10  | 10  | -  | -   | 20     |
| 5.   | Japon                  | 1   | 6   | 4  | 6   | 17     |
| 6.   | Science in Sport       | 8   | -   | 8  | -   | 16     |
|      | Australie              | 3   | -   | 6  | 7   | 16     |
| 8.   | Southaustralia.com-AIS | 7   | -   | -  | 8   | 15     |
| 9.   | Pologne                | 4   | 3   | 5  | 1   | 13     |
| 10.  | Chine                  | 2   | 5   | 3  | -   | 10     |

### Poursuite individuelle

#### Résultats
| Date             | Lieu        | Vainqueur       | Deuxième        | Troisième      |
| ---------------- | ----------- | --------------- | --------------- | -------------- |
| 17 novembre 2006 | Sydney      | Alexander Serov | Robert Bengsch  | Phillip Thuaux |
| 15 décembre 2006 | Moscou      | Robert Bartko   | Rob Hayles      | Paul Manning   |
| 19 janvier 2007  | Los Angeles | Vitaliy Popkov  | Fabien Sanchez  | Valery Valynin |
| 23 février 2007  | Manchester  | Bradley Wiggins | Alexander Serov | Bradley McGee  |

#### Classement
| Pos. | Cycliste         | Syd | Mos | LA | Man | Points |
| 1.   | Alexander Serov  | 12  | 7   | -  | 10  | 29     |
| 2.   | Jens Mouris      | 7   | 6   | -  | 7   | 20     |
| 3.   | Fabien Sanchez   | 2   | -   | 10 | 2   | 14     |
| 4.   | Sergi Escobar    | -   | -   | 7  | 6   | 13     |
| 5.   | Robert Bartko    | -   | 12  | -  | -   | 12     |
|      | Vitaliy Popkov   | -   | -   | 12 | -   | 12     |
|      | Bradley Wiggins  | -   | -   | -  | 12  | 12     |
|      | David O’Loughlin | -   | 3   | 6  | 3   | 12     |
| 9.   | Rob Hayles       | -   | 10  | -  | -   | 10     |
|      | Robert Bengsch   | 10  | -   | -  | -   | 10     |

### Poursuite par équipes

#### Résultats
| Date             | Lieu        | Vainqueur                                                                  | Deuxième                                                                 | Troisième                                                                      |
| ---------------- | ----------- | -------------------------------------------------------------------------- | ------------------------------------------------------------------------ | ------------------------------------------------------------------------------ |
| 18 novembre 2006 | Sydney      | Russie Mikhail Ignatiev Ivan Rovny Alexander Serov Nikolai Trusov          | Danemark Michael Mørkøv Casper Jørgensen Jens-Erik Madsen Alex Rasmussen | Ukraine Roman Kononenko Lyubomyr Polatayko Maxim Polischuk Witalij Schtschedow |
| 16 décembre 2006 | Moscou      | Recycling.co.uk Edward Clancy Geraint Thomas Paul Manning Chris Newton     | Russie Ivan Kovalev Alexander Serov Nikolai Trusov Ivan Rovny            | Allemagne Robert Bartko Robert Bengsch Guido Fulst Leif Lampater               |
| 20 janvier 2007  | Los Angeles | Ukraine Vitaliy Popkov Lyubomyr Polatayko Maxim Polischuk Vitaliy Shchedov | Danemark Michael Mørkøv Casper Jørgensen Jens-Erik Madsen Alex Rasmussen | Russie Valery Valynin Vasily Khatuntsev Konstantin Ponomarev Alexei Shmidt     |
| 24 février 2007  | Manchester  | Royaume-Uni Edward Clancy Robert Hayles Paul Manning Bradley Wiggins       | Russie Alexey Bauer Ievgueni Kovalev Ivan Kovalev Nikolai Trusov         | Team 100% Me Jonathan Bellis Steven Burke Ben Swift Andrew Tennant             |

#### Classement
| Pos. | Équipe           | Syd | Mos | LA | Man | Points |
| 1.   | Russie           | 12  | 8   | 8  | 10  | 38     |
| 2.   | Ukraine          | 8   | 7   | 12 | -   | 27     |
| 3.   | Grande-Bretagne  | -   | 6   | 7  | 12  | 25     |
| 4.   | Danemark         | 10  | 2   | 10 | 1   | 23     |
| 5.   | Nouvelle-Zélande | 5   | 3   | 6  | 6   | 20     |
| 6.   | Espagne          | 3   | 5   | 4  | 7   | 19     |
| 7.   | Pays-Bas         | 7   | -   | 3  | 4   | 14     |
| 8.   | Allemagne        | 1   | 10  | 2  | -   | 13     |
| 9.   | Recycling.co.uk  | -   | 12  | -  | -   | 12     |
| 10.  | Australie        | 6   | -   | -  | 5   | 11     |

### Course aux points

#### Résultats
| Date             | Lieu        | Vainqueur        | Deuxième           | Troisième             |
| ---------------- | ----------- | ---------------- | ------------------ | --------------------- |
| 18 novembre 2006 | Sydney      | Mikhail Ignatiev | Gregory Henderson  | Vasil Kiryienka       |
| 16 décembre 2006 | Moscou      | Mikhail Ignatiev | Vasil Kiryienka    | Oleksandr Polivoda    |
| 20 janvier 2007  | Los Angeles | Cameron Meyer    | Chris Newton       | Sergey Kolesnikov     |
| 24 février 2007  | Manchester  | Sergueï Klimov   | Ioánnis Tamourídis | Juan Esteban Curuchet |

#### Classement
| Pos. | Cycliste              | Syd | Mos | LA | Man | Points |
| 1.   | Mikhail Ignatiev      | 12  | 12  | -  | -   | 24     |
| 2.   | Vasil Kiryienka       | 8   | 10  | -  | -   | 18     |
| 3.   | Ioánnis Tamourídis    | 5   | -   | -  | 10  | 15     |
| 4.   | Cameron Meyer         | -   | -   | 12 | -   | 12     |
|      | Sergueï Klimov        | -   | -   | -  | 12  | 12     |
| 6.   | Gregory Henderson     | 10  | -   | -  | -   | 10     |
|      | Chris Newton          | -   | -   | 10 | -   | 10     |
| 8.   | Oleksandr Polivoda    | -   | 8   | -  | -   | 8      |
|      | Sergey Kolesnikov     | -   | -   | 8  | -   | 8      |
|      | Juan Esteban Curuchet | -   | -   | -  | 8   | 8      |

### Scratch

#### Résultats
| Date             | Lieu        | Vainqueur       | Deuxième        | Troisième             |
| ---------------- | ----------- | --------------- | --------------- | --------------------- |
| 17 novembre 2006 | Sydney      | Vasil Kiryienka | Giuseppe Atzeni | Wim Stroetinga        |
| 15 décembre 2006 | Moscou      | Ivan Kovalev    | Mitchell Docker | Martin Bláha          |
| 19 janvier 2007  | Los Angeles | Russell Hampton | Wim Stroetinga  | Walter Fernando Pérez |
| 23 février 2007  | Manchester  | Rafał Ratajczyk | Roger Kluge     | Charles Bradley Huff  |

#### Classement
| Pos. | Cycliste              | Syd | Mos | LA | Man | Points |
| 1.   | Vasil Kiryienka       | 12  | 6   | -  | -   | 18     |
|      | Wim Stroetinga        | 8   | -   | 10 | -   | 18     |
|      | Rafał Ratajczyk       | -   | -   | 6  | 12  | 18     |
| 4.   | Russell Hampton       | -   | -   | 12 | 1   | 13     |
| 5.   | Ivan Kovalev          | -   | 12  | -  | -   | 12     |
|      | Walter Fernando Pérez | -   | -   | 8  | 4   | 12     |
| 7.   | Mitchell Docker       | -   | 10  | -  | -   | 10     |
|      | Giuseppe Atzeni       | 10  | -   | -  | -   | 10     |
|      | Roger Kluge           | -   | -   | -  | 10  | 10     |
|      | Charles Bradley Huff  | -   | -   | 2  | 8   | 10     |

### Américaine

#### Résultats
| Date             | Lieu        | Vainqueur                              | Deuxième                                                  | Troisième                                 |
| ---------------- | ----------- | -------------------------------------- | --------------------------------------------------------- | ----------------------------------------- |
| 19 novembre 2006 | Sydney      | Russie Mikhail Ignatiev Nikolai Trusov | Danemark Michael Mørkøv Alex Rasmussen                    | Argentine Sebastián Donadío Jorge Pi      |
| 17 décembre 2006 | Moscou      | Pays-Bas Jens Mouris Danny Stam        | Omnibike Dynamo Moscow Konstantin Ponomarev Alexei Shmidt | Danemark Michael Mørkøv Alex Rasmussen    |
| 21 janvier 2007  | Los Angeles | Danemark Michael Mørkøv Alex Rasmussen | Belgique Kenny De Ketele Steve Schets                     | Russie Konstantin Ponomarev Alexei Shmidt |
| 25 février 2007  | Manchester  | Pays-Bas Jens Mouris Peter Schep       | Royaume-Uni Robert Hayles Geraint Thomas                  | Russie Nikolai Trusov Sergueï Klimov      |

#### Classement
| Pos. | Équipe                 | Syd | Mos | LA | Man | Points |
| 1.   | Pays-Bas               | 7   | 12  | 4  | 12  | 35     |
| 2.   | Danemark               | 10  | 8   | 12 | 4   | 34     |
| 3.   | Russie                 | 12  | 3   | 8  | 8   | 31     |
| 4.   | Argentine              | 8   | -   | 7  | 5   | 20     |
| 5.   | Grande-Bretagne        | -   | 7   | -  | 10  | 17     |
| 6.   | Belgique               | -   | 6   | 10 | -   | 16     |
| 7.   | Italie                 | 6   | 4   | 5  | -   | 15     |
| 8.   | Omnibike Dynamo Moscow | -   | 10  | 3  | -   | 13     |
| 9.   | Tchéquie               | -   | 1   | 1  | 6   | 8      |
| 10.  | Team 100% Me           | -   | -   | -  | 7   | 7      |
|      | France                 | 5   | -   | -  | 2   | 7      |

## Femmes

### Keirin

#### Résultats
| Date          | Lieu        | Vainqueur          | Deuxième        | Troisième   |
| ------------- | ----------- | ------------------ | --------------- | ----------- |
| Novembre 2006 | Sydney      | Shuang Guo         | Jennie Reed     | Dana Glöss  |
| Décembre 2006 | Moscou      | Victoria Pendleton | Christin Muche  | Dana Glöss  |
| Janvier 2007  | Los Angeles | Daniela Larreal    | Shuang Guo      | Jennie Reed |
| Février 2007  | Manchester  | Victoria Pendleton | Oksana Grishina | Shuang Guo  |

#### Classement
| Pos. | Cycliste             | Syd | Mos | LA | Man | Points |
| 1.   | Shuang Guo           | 12  | -   | 10 | 8   | 30     |
| 2.   | Victoria Pendleton   | -   | 12  | -  | 12  | 24     |
| 3.   | Oksana Grishina      | 7   | 4   | -  | 10  | 21     |
| 4.   | Jennie Reed          | 10  | -   | 8  | -   | 18     |
| 5.   | Dana Glöss           | 8   | 8   | -  | -   | 16     |
| 6.   | Daniela Larreal      | -   | 1   | 12 | -   | 13     |
| 7.   | Christin Muche       | -   | 10  | -  | -   | 10     |
| -.   | Clara Sanchez        | 3   | -   | 7  | -   | 10     |
| -.   | Natallia Tsylinskaya | 4   | 6   | -  | -   | 10     |
| 10.  | Anna Blyth           | -   | 5   | -  | 3   | 8      |
| -.   | Yvonne Hijgenaar     | -   | 3   | 5  | -   | 8      |

### 500 mètres

#### Résultats
| Date          | Lieu        | Vainqueur          | Deuxième             | Troisième          |
| ------------- | ----------- | ------------------ | -------------------- | ------------------ |
| Novembre 2006 | Sydney      | Anna Meares        | Simona Krupeckaitė   | Yvonne Hijgenaar   |
| Décembre 2006 | Moscou      | Lisandra Guerra    | Natallia Tsylinskaya | Simona Krupeckaitė |
| Janvier 2007  | Los Angeles | Lisandra Guerra    | Willy Kanis          | Shuang Guo         |
| Février 2007  | Manchester  | Victoria Pendleton | Yvonne Hijgenaar     | Anna Blyth         |

#### Classement
| Pos. | Cycliste             | Syd | Mos | LA | Man | Points |
| 1.   | Lisandra Guerra      | -   | 12  | 12 | -   | 24     |
| 2.   | Yvonne Hijgenaar     | 8   | 6   | -  | 10  | 24     |
| 3.   | Simona Krupeckaitė   | 10  | 8   | -  | -   | 18     |
| 4.   | Natallia Tsylinskaya | 7   | 10  | -  | -   | 17     |
| 5.   | Shuang Guo           | 6   | -   | 8  | -   | 14     |
| 6.   | Victoria Pendleton   | -   | -   | -  | 12  | 12     |
| -.   | Anna Meares          | 12  | -   | -  | -   | 12     |
| -.   | Anna Blyth           | -   | 4   | -  | 8   | 12     |
| 9.   | Nancy Contreras      | -   | -   | 4  | 7   | 11     |
| 10.  | Willy Kanis          | -   | -   | 10 | -   | 10     |
| -.   | Sandie Clair         | -   | 3   | 7  | -   | 10     |

### Vitesse individuelle

#### Résultats
| Date          | Lieu        | Vainqueur            | Deuxième           | Troisième          |
| ------------- | ----------- | -------------------- | ------------------ | ------------------ |
| Novembre 2006 | Sydney      | Natallia Tsylinskaya | Victoria Pendleton | Clara Sanchez      |
| Décembre 2006 | Moscou      | Natallia Tsylinskaya | Lisandra Guerra    | Simona Krupeckaitė |
| Janvier 2007  | Los Angeles | Anna Meares          | Clara Sanchez      | Jane Gerisch       |
| Février 2007  | Manchester  | Victoria Pendleton   | Shuang Guo         | Anna Meares        |

#### Classement
| Pos. | Cycliste              | Syd | Mos | LA | Man | Points |
| 1.   | Victoria Pendleton    | 10  | 4   | -  | 12  | 26     |
| 2.   | Anna Meares           | 6   | -   | 12 | 8   | 26     |
| 3.   | Natallia Tsylinskaya  | 12  | 12  | -  | -   | 24     |
| 4.   | Clara Sanchez         | 8   | -   | 10 | -   | 18     |
| 5.   | Shuang Guo            | 5   | -   | -  | 10  | 15     |
| -.   | Svetlana Grankovskaya | -   | 5   | 5  | 5   | 15     |
| 7.   | Willy Kanis           | -   | 3   | 4  | 6   | 13     |
| 8.   | Simona Krupeckaitė    | 4   | 8   | -  | -   | 12     |
| 9.   | Yvonne Hijgenaar      | 7   | -   | 1  | 3   | 11     |
| 10.  | Lisandra Guerra       | -   | 10  | -  | -   | 10     |
| -.   | Jane Gerisch          | 2   | -   | 8  | -   | 10     |

### Vitesse par équipes

#### Résultats
| Date          | Lieu        | Vainqueur                             | Deuxième                               | Troisième                             |
| ------------- | ----------- | ------------------------------------- | -------------------------------------- | ------------------------------------- |
| Novembre 2006 | Sydney      | Australie Anna Meares Kerrie Meares   | Allemagne Dana Glöss Jane Gerisch      | France Clara Sanchez Virginie Cueff   |
| Décembre 2006 | Moscou      | Pays-Bas Yvonne Hijgenaar Willy Kanis | Allemagne Dana Glöss Christin Muche    | France Sandie Clair Virginie Cueff    |
| Janvier 2007  | Los Angeles | Pays-Bas Yvonne Hijgenaar Willy Kanis | Australie Anna Meares Kaarle McCulloch | Cuba Yumari González Lisandra Guerra  |
| Février 2007  | Manchester  | Pays-Bas Yvonne Hijgenaar Willy Kanis | Royaume-Uni Anna Blyth Shanaze Reade   | Australie Anna Meares Kristine Bayley |

#### Classement
| Pos. | Équipe          | Syd | Mos | LA | Man | Points |
| 1.   | Pays-Bas        | -   | 12  | 12 | 12  | 36     |
| 2.   | Australie       | 12  | -   | 10 | 8   | 30     |
| 3.   | Russie          | 6   | 7   | 6  | 5   | 24     |
| 4.   | France          | 8   | 8   | -  | 7   | 23     |
| 5.   | Allemagne       | 10  | 10  | 2  | -   | 22     |
| 6.   | Italie          | 7   | 5   | 4  | -   | 16     |
| 7.   | Cuba            | -   | 6   | 8  | -   | 14     |
| 8.   | Pologne         | -   | 4   | 5  | 4   | 13     |
| 9.   | Grande-Bretagne | -   | -   | -  | 10  | 10     |
| 10.  | États-Unis      | -   | -   | 7  | -   | 7      |

### Poursuite individuelle

#### Résultats
| Date          | Lieu        | Vainqueur         | Deuxième          | Troisième         |
| ------------- | ----------- | ----------------- | ----------------- | ----------------- |
| Novembre 2006 | Sydney      | Katie Mactier     | Wendy Houvenaghel | Vilija Sereikaitė |
| Décembre 2006 | Moscou      | Wendy Houvenaghel | Rebecca Romero    | Larissa Kleinmann |
| Janvier 2007  | Los Angeles | Sarah Hammer      | Verena Jooß       | María Luisa Calle |
| Février 2007  | Manchester  | Wendy Houvenaghel | Rebecca Romero    | Alison Shanks     |

#### Classement
| Pos. | Cycliste           | Syd | Mos | LA | Man | Points |
| 1.   | Wendy Houvenaghel  | 10  | 12  | -  | 12  | 34     |
| 2.   | Rebecca Romero     | -   | 10  | -  | 10  | 20     |
| 3.   | Alison Shanks      | 7   | 8   | -  | 8   | 15     |
| -.   | Liza Bochkariova   | 5   | 5   | 5  | -   | 15     |
| 5.   | Cathy Moncassin    | -   | 7   | 6  | -   | 13     |
| 6.   | Sarah Hammer       | -   | -   | 12 | -   | 12     |
| -.   | Katie Mactier      | 12  | -   | -  | -   | 12     |
| 8.   | Verena Jooß        | -   | -   | 10 | -   | 10     |
| -.   | Martina Ruzickova  | -   | 6   | -  | 4   | 10     |
| 10.  | Marlijn Binnendijk | -   | 2   | 2  | 5   | 9      |

### Course aux points

#### Résultats
| Date          | Lieu        | Vainqueur        | Deuxième         | Troisième                  |
| ------------- | ----------- | ---------------- | ---------------- | -------------------------- |
| Novembre 2006 | Sydney      | Katherine Bates  | Giorgia Bronzini | Li Yan                     |
| Décembre 2006 | Moscou      | Giorgia Bronzini | Yoanka González  | Yulia Aroustamova          |
| Janvier 2007  | Los Angeles | Sarah Hammer     | Yoanka González  | Leire Olaberria Dorronsoro |
| Février 2007  | Manchester  | Yoanka González  | Belinda Goss     | Mie Bekker Lacota          |

#### Classement
| Pos. | Cycliste           | Syd | Mos | LA | Man | Points |
| 1.   | Yoanka González    | -   | 10  | 10 | 12  | 32     |
| 2.   | Giorgia Bronzini   | 10  | 12  | 2  | -   | 24     |
| 3.   | Yulia Aroustamova  | 7   | 8   | -  | -   | 15     |
| 4.   | Li Yan             | 8   | 6   | -  | -   | 14     |
| 5.   | Charlotte Baker    | 6   | -   | 7  | -   | 13     |
| -.   | Jianling Wang      | 1   | 4   | 6  | 2   | 13     |
| 7.   | Sarah Hammer       | -   | -   | 12 | -   | 12     |
| -.   | Katherine Bates    | 12  | -   | -  | -   | 12     |
| 9.   | Belinda Goss       | -   | -   | -  | 10  | 10     |
| 10.  | Marlijn Binnendijk | -   | 1   | 4  | 4   | 9      |

### Scratch

#### Résultats
| Date          | Lieu        | Vainqueur          | Deuxième         | Troisième        |
| ------------- | ----------- | ------------------ | ---------------- | ---------------- |
| Novembre 2006 | Sydney      | Vera Koedooder     | Charlotte Becker | Alena Prudnikova |
| Décembre 2006 | Moscou      | Annalisa Cucinotta | Lesya Kalitovska | Yoanka González  |
| Janvier 2007  | Los Angeles | Sarah Hammer       | Rebecca Quinn    | Adrie Visser     |
| Février 2007  | Manchester  | Jianling Wang      | Belinda Goss     | Yumari González  |

#### Classement
| Pos. | Cycliste           | Syd | Mos | LA | Man | Points |
| 1.   | Yumari González    | -   | 7   | 4  | 8   | 19     |
| 2.   | Annalisa Cucinotta | -   | 12  | 6  | -   | 18     |
| 3.   | Yulia Aroustamova  | 7   | -   | 7  | -   | 14     |
| 4.   | Jianling Wang      | -   | -   | -  | 12  | 12     |
| -.   | Sarah Hammer       | -   | -   | 12 | -   | 12     |
| -.   | Vera Koedooder     | 12  | -   | -  | -   | 12     |
| -.   | Jarmila Machačová  | -   | 6   | -  | 6   | 12     |
| 8.   | Belinda Goss       | -   | -   | -  | 10  | 10     |
| -.   | Rebecca Quinn      | -   | -   | 10 | -   | 10     |
| -.   | Lesya Kalitovska   | -   | 10  | -  | -   | 10     |
| -.   | Charlotte Becker   | 10  | -   | -  | -   | 10     |
| -.   | Yoanka González    | -   | 8   | 2  | -   | 10     |